# Myrmeleon (Myrmeleon) houstoni
Myrmeleon (Myrmeleon) houstoni is een insect uit de familie van de mierenleeuwen (Myrmeleontidae), die tot de orde netvleugeligen (Neuroptera) behoort. 
Myrmeleon (Myrmeleon) houstoni is voor het eerst wetenschappelijk beschreven door New in 1985.